# Knight Rider
Knight Rider var en amerikansk TV-serie med David Hasselhoff i huvudrollen. Serien hade premiär den 26 september 1982 och det sista avsnittet visades den 4 april 1986. När den först sändes i SVT under 1980-talet kallades den Nattens riddare.
Serien handlade om Michael Knight (David Hasselhoff), en slags nutida "riddare" – och engelska knight betyder just 'riddare' – som körde en smart och avancerad bil med egen intelligens. Serien skapades och producerades av Glen A. Larson och var inspirerad av genren high-tech-brottbekämparserie. "Jag ville göra The Lone Ranger fast med en bil, en slags scifi-sak, med westernstuk" sa Larson i en intervju. Den blev snabbt en stor hit.
År 2008 utkom en nyinspelning av TV-serien, Knight Rider, med Justin Bruening i huvudrollen.

## Handling
Seriens huvudperson är Michael Knight, en kriminalagent som förklarats död (hette då Michael Long), men som fått både ett nytt ansikte och en ny identitet. Hans uppdrag: att bekämpa brottsligheten med hjälp av en artificiellt intelligent, talande bil vid namn K.I.T.T. ("Knight Industries Two Thousand"), som är intill förväxling lik en Pontiac Trans-Am. Denna bil är utrustad med högteknologiska tillbehör och en egen personlighet. I rättvisans namn far de runt för att sätta dit dem som anser sig stå över lagen.

## Skådespelare
- David Hasselhoff - Michael Knight
- William Daniels (röst) - K.I.T.T (Knight Industries Two Thousand), den självstyrda/artificiellt intelligenta bilen som är Michael Knights partner.
- Edward Mulhare - Devon Miles: Ledaren för FLAG (Foundation for Law And Government), och Michael Knights chef.
- Patricia McPherson - Bonnie Barstow (säsong 1, 3–4): K.I.T.T:s huvudmekaniker och Michaels romantiska intresse.
- Rebecca Holden - April Curtis (säsong 2): K.I.T.T:s huvudmekaniker. Karaktären togs bort när Patricia McPherson återvände.
- Peter Parros - Reginald Cornelius III (RC3) (säsong 4): Förare av FLAG:s mobila enhet, och Michael och K.I.T.T:s tillfälliga sidperson. Han kör även Devon Miles lastbil.

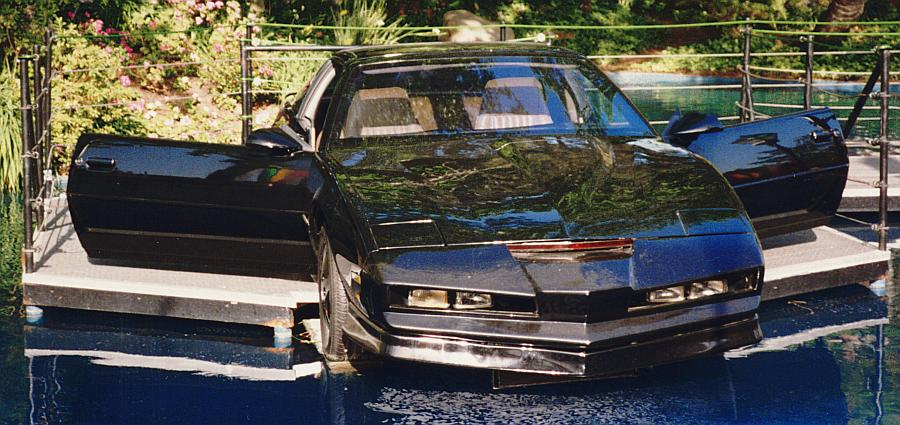
KITT

## Säsonger

### Säsong 1
Den första säsongen sändes mellan 26 september 1982 och 6 maj 1983 i 22 avsnitt med David Hasselhoff, Edward Mulhare, Patricia McPherson, med flera i rollerna.
- Avsnitt 1–2: Knight of the Phoenix (pilotavsnitt, cirka 1 timme 35 minuter)
- Avsnitt 3: Deadly Maneuvers
- Avsnitt 4: Good Day at White Rock
- Avsnitt 5: Slammin’ Sammy’s Stunt Show Spectacular
- Avsnitt 6: Just My Bill
- Avsnitt 7: Not a Drop to Drink
- Avsnitt 8: No Big Thing
- Avsnitt 9: Trust Doesn't Rust
- Avsnitt 10: Inside Out
- Avsnitt 11: The Final Verdict
- Avsnitt 12: A Plush Ride
- Avsnitt 13: Forget Me Not
- Avsnitt 14: Hearts of Stone
- Avsnitt 15: Give Me Liberty… or Give Me Death
- Avsnitt 16: The Topaz Connection
- Avsnitt 17: A Nice, Indecent Little Town
- Avsnitt 18: Chariot of Gold
- Avsnitt 19: White Bird
- Avsnitt 20: Knight Moves
- Avsnitt 21: Nobody Does It Better
- Avsnitt 22: Short Notice

### Säsong 2
Den andra säsongen sändes mellan 2 oktober 1983 och 27 maj 1984 i 24 avsnitt med David Hasselhoff, Edward Mulhare, Rebecca Holden, med flera i rollerna.
- Avsnitt 1–2: Goliath (23–24; dubbelavsnitt, cirka 1 timme 35 minuter)
- Avsnitt 3: Brother’s Keeper (25)
- Avsnitt 4: Merchants of Death (26)
- Avsnitt 5: Blind Spot (27)
- Avsnitt 6: Return to Cadiz (28)
- Avsnitt 7: K.I.T.T. the Cat (29)
- Avsnitt 8: Custom K.I.T.T. (30)
- Avsnitt 9: Soul Survivor (31)
- Avsnitt 10: Ring of Fire (32)
- Avsnitt 11: Knightmares (33)
- Avsnitt 12: Silent Knight (34)
- Avsnitt 13: A Knight in Shining Armor (35)
- Avsnitt 14: Diamonds Aren't a Girl's Best Friend (36)
- Avsnitt 15: White-Line Warriors (37)
- Avsnitt 16: Race for Life (38)
- Avsnitt 17: Speed Demons (39)
- Avsnitt 18–19: Goliath Returns (40–41; dubbelavsnitt, cirka 1 timme 35 minuter)
- Avsnitt 20: A Good Knight's Work (42)
- Avsnitt 21–22: Mouth of the Snake (43–44; dubbelavsnitt, cirka 1 timme 35 minuter)
- Avsnitt 23: Let It Be Me (45)
- Avsnitt 24: Big Iron (46)

### Säsong 3
Den tredje säsongen sändes mellan 30 september 1984 och 5 maj 1985. I rollerna förekom David Hasselhoff, Edward Mulhare, Patricia McPherson, med flera.. Siffror inom parentes är episodnummer räknat från första säsongen.
- Avsnitt 1–2: Knight of the Drones (47–48; dubbelavsnitt, cirka 1 timme 35 minuter)
- Avsnitt 3: The Ice Bandits (49)
- Avsnitt 4: Knights of the Fast Lane (50)
- Avsnitt 5: Halloween Knight (51)
- Avsnitt 6: K.I.T.T. vs. K.A.R.R. (52)
- Avsnitt 7: The Rotten Apples (53)
- Avsnitt 8: Knight in Disgrace (54)
- Avsnitt 9: Dead of Knight (55)
- Avsnitt 10: Lost Knight (56)
- Avsnitt 11: Knight of the Chameleon (57)
- Avsnitt 12: Custom Made Killer (58)
- Avsnitt 13: Knight by a Nose (59)
- Avsnitt 14: Junk Yard Dog (60)
- Avsnitt 15: Buy Out (61)
- Avsnitt 16: Knightlines (62)
- Avsnitt 17: The Nineteenth Hole (63)
- Avsnitt 18: Knight & Knerd (64)
- Avsnitt 19: Ten Wheel Trouble (65)
- Avsnitt 20: Knight in Retreat (66)
- Avsnitt 21: Knight Strike (67)
- Avsnitt 22: Circus Knights (68)

### Säsong 4
Denfjärde och sista säsongen sändes mellan20 september 1985 och 4 april 1986 i 22 avsnitt med David Hasselhoff, Edward Mulhare, Patricia McPherson, med flera i rollerna. Siffror inom parentes är episodnummer räknat från första säsongen.
- Avsnitt 1–2: Knight of the Juggernaut (69–70; dubbelavsnitt, cirka 1 timme 35 minuter)
- Avsnitt 3: KITTnap (71)
- Avsnitt 4: Sky Knight (72)
- Avsnitt 5: Burial Ground (73)
- Avsnitt 6: The Wrong Crowd (74)
- Avsnitt 7: Knight Sting (75)
- Avsnitt 8: Many Happy Returns (76)
- Avsnitt 9: Knight Racer (77)
- Avsnitt 10: Knight Behind Bars (78)
- Avsnitt 11: Knight Song (79)
- Avsnitt 12: The Scent of Roses (80)
- Avsnitt 13: Killer K.I.T.T. (81)
- Avsnitt 14: Out of the Woods (82)
- Avsnitt 15: Deadly Knightshade (83)
- Avsnitt 16: Redemption of a Champion (84)
- Avsnitt 17: Knight of a Thousand Devils (85)
- Avsnitt 18: Hills of Fire (86)
- Avsnitt 19: Knight Flight to Freedom (87)
- Avsnitt 20: Fright Knight (88)
- Avsnitt 21: Knight of the Rising Sun (89)
- Avsnitt 22: Voo Doo Knight (90)

## TV och hemvideo

### Svensk TV
Knight Rider hade svensk TV-premiär i TV2 den 9 juni 1986 och sändes i TV3 under 1990-talet. Det finns nya Knight Rider, Knight 3000 visas i TV6.

### Hemvideo
Nedan återfinns seriens utgivningsplan på DVD. Observera att denna releaseplanen endast är preliminär och kan när som helst ändras från filmbolagets sida.
| Säsong                                         | Region 1        | Region 2          | Region 2, svensk utgåva |
| ---------------------------------------------- | --------------- | ----------------- | ----------------------- |
| Knight Rider säsong 1                          | 8 juni 2004     | 13 september 2004 | 24 november 2004        |
| Knight Rider säsong 2                          | 12 april 2005   | 4 juli 2005       | 10 augusti 2005         |
| Knight Rider säsong 3                          | 31 januari 2006 | 22 maj 2006       | 30 juli 2008            |
| Knight Rider säsong 4, final season!           | 4 april 2006    | 18 september 2006 | 18 februari 2009        |
| Knight Rider – The Complete series: säsong 1–4 | 21 oktober 2008 | 13 november 2006  |                         |

### Fotnoter
1. ↑  Vincent Terrace, ”5043 Knight Rider”, Encyclopedia of Television Shows, 1925 through 2010, McFarland & Company, 30 oktober 2011, ISBN 978-0-7864-6477-7.[källa från Wikidata]
2. 1 2 3 4  ”Knight Rider Classic” (på engelska). NBC. http://www.nbc.com/classic-tv/knight-rider-classic. Läst 17 juni 2016.
3. ↑  ”Nattens riddare”. Svensk mediedatabas. http://smdb.kb.se/catalog/search?q=%22Nattens+riddare%22+typ%3Atv&sort=OLDEST. Läst 17 juni 2016.